# Arakanowie

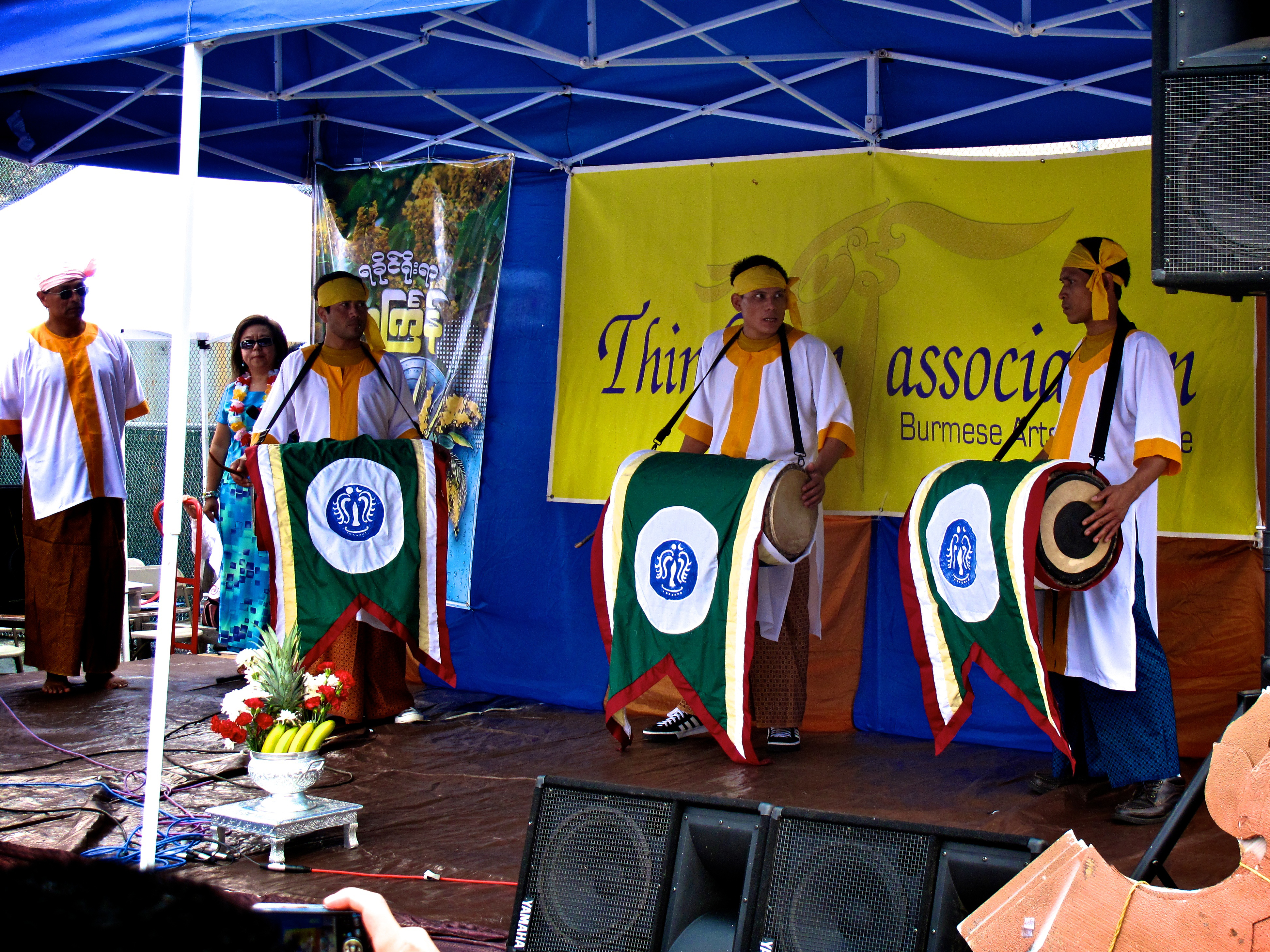
Muzycy arakańscy

Arakanowie, Arakańczycy (arakański: IPA ɹəkʰàiɴ lùmjó; birm. jəkʰàiɴ lùmjó; ang. Rakhine) – grupa etniczna w Mjanmie, zamieszkująca zachodnie wybrzeże Birmy (zwłaszcza stan Arakan), a także przygraniczne tereny Bangladeszu. Posługują się językiem arakańskim, blisko spokrewnionym z birmańskim. Większość wyznaje buddyzm w odmianie południowej therawada.